# 보라 도르제비치

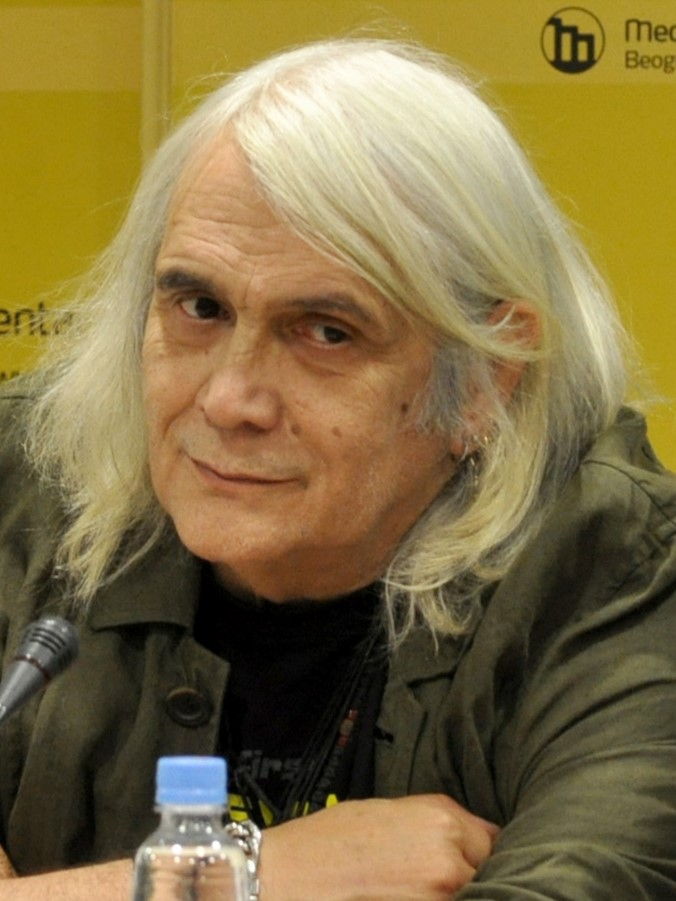
2013년 모습

보라 도르제비치(Bora Đorđević, 본명: 보리사브 "보라" 도르제비치, Borisav "Bora" Đorđević, 세르비아 키릴 자모: Борисав, Бора Ђорђевић, 1952년 11월 1일 ~ 2024년 9월 4일)는 보라 코르바(Bora Čorba, 세르비아 키릴 자모: Бора Чорба)로도 알려진 세르비아의 가수, 작곡가, 시인이었다. 록 밴드 리블랴 소르바(Riblja Šorba)의 프론트맨으로 가장 잘 알려져 있다. 시적인 가사와 허스키한 바리톤 목소리로 유명한 도르제비치는 세르비아 록계의 최고이자 가장 영향력 있는 작가 중 한 명으로 널리 알려져 있다.